# تورندیچ
تورندیچ (به انگلیسی: Turnditch) یک روستا و محله مدنی در بریتانیا است که در دره امبر واقع شده‌است. تورندیچ ۳۰۱ نفر جمعیت دارد.